# Alain Mompert
Alain Mompert (ur. 22 lutego 1964 we Thionville) – dyplomata i przedsiębiorca, konsul honorowy Francji na Pomorzu.

## Życiorys
Z pochodzenia Francuz, mieszkający w Polsce.
Alain Mompert pełni funkcję Konsula Honorowego Francji na Pomorzu, na którą został powołany w październiku 2016 roku;
Jest również założycielem i dyrektorem Przedszkola i Szkoły Écoles Maternelle et Primaire w Gdyni, gdzie dzieci poznają język francuski. Ponadto pełni funkcję dyrektora generalnego w Polsce firmy Laboratoires Ceetal.
Od roku 2000 Alain Mompert jest ambasadorem Tour de Pologne oraz opiekunem sędziego głównego.
Przed powołaniem na Konsula, przez 16 lat był prezydentem Związku Francuzów za granicą.
Od roku 2016 wraz z małżonką czynnie angażuje się w organizację gali charytatywnej Grand Gala de Charité.

## Odznaczenia
- Kawaler Orderu Narodowego Zasługi (2024)[8]
- Order Kawalerski Palm Akademickich za pracę na rzecz rozwoju nauczania języka francuskiego w Gdyni, przy wielkim zaangażowaniu na rzecz wspólnoty francuskiej.(2016)[9]